# Neurociencia computacional
La neurociencia computacional o neurociencia teórica es una rama científica dentro de las Neurociencias, que es una interdisciplinar que emplea conceptos de varios campos como la biofísica, la neurociencia, la ciencia cognitiva, la ingeniería eléctrica, las ciencias de la computación y los modelos matemáticos. Su principio paradigmático es que cualquier computación o proceso cognitivo (función) que tiene lugar en nuestro cerebro tiene un determinado circuito físico o “cableado” que lo procesa (estructura)
En la corteza cerebral se procesan multitud de operaciones que no son susceptibles de ser programadas usando ordenadores convencionales (al menos con instrucciones del tipo “Si A entonces B”). Por ejemplo, cuando pensamos en un problema matemático, hablamos, prestamos atención a alguien que nos habla, nos adaptamos a diferentes entornos, planeamos nuestro futuro o tomamos ciertas decisiones. ¿Qué circuitos están implicados en cada proceso? ¿Cómo realizan su procesamiento de información característico? La Neurociencia Computacional intenta dar soluciones a estas cuestiones. 

## Objetivos de la neurociencia
- Describir la organización y funcionamiento del sistema nervioso, particularmente el cerebro humano.
- Determinar como el cerebro se "construye" durante el desarrollo.
- Encontrar formas de prevención y cura de enfermedades neurológicas y psiquiátricas[3]

## Origen del término
El término fue introducido por Eric L. Schwartz en una conferencia de 1985 en Carmel, California, a petición de la Systems Development Foundation, para ofrecer un resumen del estado actual de un campo que hasta entonces era nombrado de muy diversas formas: modelado neural, teoría cerebral y redes neurales.Las actas de esta reunión definitoria fueron publicadas más tarde en el libro "Neurociencia Computacional", MIT Press (1990). Las primeras raíces históricas del campo pueden ser rastreadas hasta el trabajo de personas como Hodgkin y Huxley, Hubel y Wiesel, y David Marr, por nombrar unos pocos. Hodgkin y Huxley desarrollaron la pinza de voltaje y crearon el primer modelo matemático del potencial de acción. Hubel y Wiesel descubrieron que las neuronas de la corteza visual primaria, la primera área cortical que procesa información desde la retina, poseían campos receptivos orientados y organizados en columnas (Hubel y Wiesel, 1959). El trabajo de David Marr se centró en las interacciones entre neuronas, sugiriendo un acercamiento computacional al estudio de cómo ciertos grupos funcionales de neuronas en el hipocampo y el neocórtex interactúan, almacenan, procesan y transmiten información. Los modelos computacionales biológicamente realistas de neuronas y dendritas comenzaron con las investigaciones de Wilfrid Rall, y el primer modelo multicompartimental se basó en la teoría de cables.
La neurociencia computacional difiere del conexionismo psicológico y de las teorías del aprendizaje de disciplinas como el aprendizaje automático, las redes neurales y la teoría del aprendizaje estadístico en que enfatiza las descripciones funcional y biológicamente realistas de neuronas (y sistemas neurales), su fisiología y su dinámica. Estos modelos captan las características esenciales del sistema biológico en múltiples escalas espacio-temporales desde las corrientes de membranas, proteínas y acoplamiento químico hasta las oscilaciones de redes, la arquitectura topográfica y de columnas, y el aprendizaje y la memoria. Estos modelos computacionales se usan para probar hipótesis que puedan ser verificadas directamente mediante experimentos biológicos actuales o futuros.
En la actualidad, este campo está experimentando una rápida expansión. Existe gran variedad de programas, como el GENESIS o el NEURON, que permiten un veloz y sistemático modelado in silico de neuronas realistas. El proyecto Blue Brain, una colaboración entre IBM y la Escuela Politécnica Federal de Lausanne, pretende construir una simulación biofísica detallada de una columna cortical en el superordenador Blue Gene. Este proyecto internacional tiene un subproyecto Cajal Blue Brain desarrollado en España, coordinado por la Universidad Politécnica de Madrid (Facultad de Informática y CeSViMa) en colaboración con el Instituto Cajal del CSIC.

## Temas principales
Los desarrollos de la neurociencia computacional se pueden clasificar en varias líneas de investigación. La mayoría de neurocientíficos computacionales se basan en investigaciones experimentales centradas en analizar nuevos datos y sintetizar nuevos modelos de fenómenos biológicos.

### Modelado de neuronas individuales
Cada neurona individual posee características biofísicas complejas. El modelo original de Hodgkin y Huxley empleaba únicamente dos corrientes sensibles al voltaje: el sodio de acción rápida y el potasio de rectificación interna. A pesar de los éxitos en la predicción del ritmo y las características cualitativas del potencial de acción, resultaba imposible predecir ciertas características esenciales tales como la adaptación y la derivación eléctrica. Hoy en día los científicos creen que existe una amplia gama de corrientes sensibles al voltaje, y que las implicaciones de las dinámicas diferenciales, las modulaciones y la sensibilidad de estas corrientes son un tema importante en la neurociencia computacional (véase: Johnston y Wu, 1994).
Las funciones computacionales de las dendritas complejas se encuentran también bajo intensa investigación. Existe una gran cantidad de literatura referida a cómo diferentes corrientes interactúan con las propiedades geométricas de las neuronas (véase: Koch, 1998).

### Desarrollo, diseño axonal y orientación
¿Cómo se forman los axones y las dendritas durante el desarrollo? ¿Cómo saben los axones hacia dónde orientarse y cómo alcanzar sus destinos? ¿Cómo migran las neuronas hacia la posición correcta en los sistemas central y periférico? ¿Cómo se forman las sinapsis? Sabemos, por la biología molecular, que las diferentes partes del sistema nervioso liberan diferentes impulsos químicos, desde factores de crecimiento a hormonas que modulan e influencian el crecimiento y desarrollo de conexiones funcionales entre neuronas.
Las investigaciones teóricas en el campo de la formación y diseño de las conexiones sinápticas y su morfología aún son jóvenes. Una hipótesis que ha atraído cierta atención recientemente es la hipótesis del mínimo cableado, la cual postula que la formación de axones y dendritas minimiza el reparto de recursos al tiempo que mantiene el máximo almacenamiento de información (véase: Chklovskii, 2004).

### Procesamiento sensorial
Los primeros modelos de procesamiento sensorial se basaban en el marco teórico postulado por Horace Barlow. En cierto modo eran similares a la hipótesis de mínimo cableado descrita en la sección anterior, ya que Barlow entendía el procesamiento de los primeros sistemas sensoriales como una forma de codificación eficiente, según la cual las neuronas codificaban la información para minimizar el número de espinas neuronales necesarias. Los trabajos experimentales y computacionales posteriores han apoyado esta hipótesis de una forma u otra.
Las investigaciones actuales en procesamiento sensorial se dividen en dos ramas: los modelos biofísicos de subsistemas, y los modelos teóricos de la función perceptiva. Los actuales modelos de la percepción sugieren que el cerebro realiza alguna clase de inferencia bayesiana e integra las diferentes informaciones sensoriales para generar nuestra percepción del mundo físico.

### Memoria y plasticidad sináptica
Los postulados del aprendizaje hebbiano fueron la base de los primeros modelos de la memoria. Los científicos han desarrollado modelos biológicamente relevantes como la red de Hopfield a fin de comprender las propiedades asociativas de la memoria de los sistemas biológicos, en vez de centrarse en cómo se fijan los contenidos. Estos intentos buscan comprender la formación de la memoria a medio y largo plazo, localizada en el hipocampo. Se han construido modelos de memoria funcional, basados en teorías de oscilaciones de redes y actividad persistente, para capturar algunas características del córtex prefrontal en el contexto de la memoria. (Ver: Durstewitz et al, 2000)
Uno de los principales problemas de la memoria biológica es cómo se mantiene y cambia a través de múltiples escalas temporales. Sinapsis inestables son fáciles de entrenar, pero tienden a la interrupción estocástica. Las sinapsis estables se olvidan menos fácilmente, pero son más difíciles de consolidar. Una hipótesis computacional reciente incluye cascadas de plasticidad (Fusi et al, 2004) que permiten a las sinapsis funcionar en múltiples escalas temporales. Eso ha llevado al desarrollo de modelos estereoquímicos detallados de sinapsis basadas en el receptor acetilcolina con el método Monte Carlo, que funcionan en una escala temporal de milisegundos (Coggan et al, 2005). Es probable que en las próximas décadas las herramientas computacionales contribuyan enormemente a nuestra comprensión del funcionamiento de las sinapsis y cómo cambian en relación con los estímulos externos.

## Comportamiento de las redes
Las neuronas biológicas se conectan entre sí de forma compleja y recurrente. A diferencia de la mayoría de redes neurales artificiales, estas conexiones son escasas y suelen ser específicas. Se desconoce cuánta información es transmitida a través de redes tan escasamente conectadas. También se desconoce cuáles son las funciones computacionales de esos patrones de conectividad específica, si es que las hay.
Las interacciones entre las neuronas de una red pequeña pueden reducirse a modelos simples como el modelo de Ising. La mecánica estadística de sistemas tan simples es fácil de describir teóricamente. Pruebas recientes [cita requerida] sugieren que la dinámica de redes neuronales arbitrarias puede ser reducida a interacciones de conjuntos (Schneidman et al, 2006; Shlens et al, 2006.) Pero se desconoce si esas descripciones transmiten alguna función computacional importante. El surgimiento del microscopio de dos fotones y la técnica de imagen de calcio permite en la actualidad potentes métodos experimentales con los que poner a prueba las nuevas teorías sobre redes neuronales.
Aunque muchos neuroteóricos se decantan por modelos de complejidad reducida, otros argumentan que descifrar las relaciones de las estructuras funcionales exige incluir tanta estructura neuronal y de redes como sea posible. Los modelos de este tipo suelen ser diseñados en enormes plataformas de simulación como GENESIS o NEURON.